# Mezcla de mercadotecnia

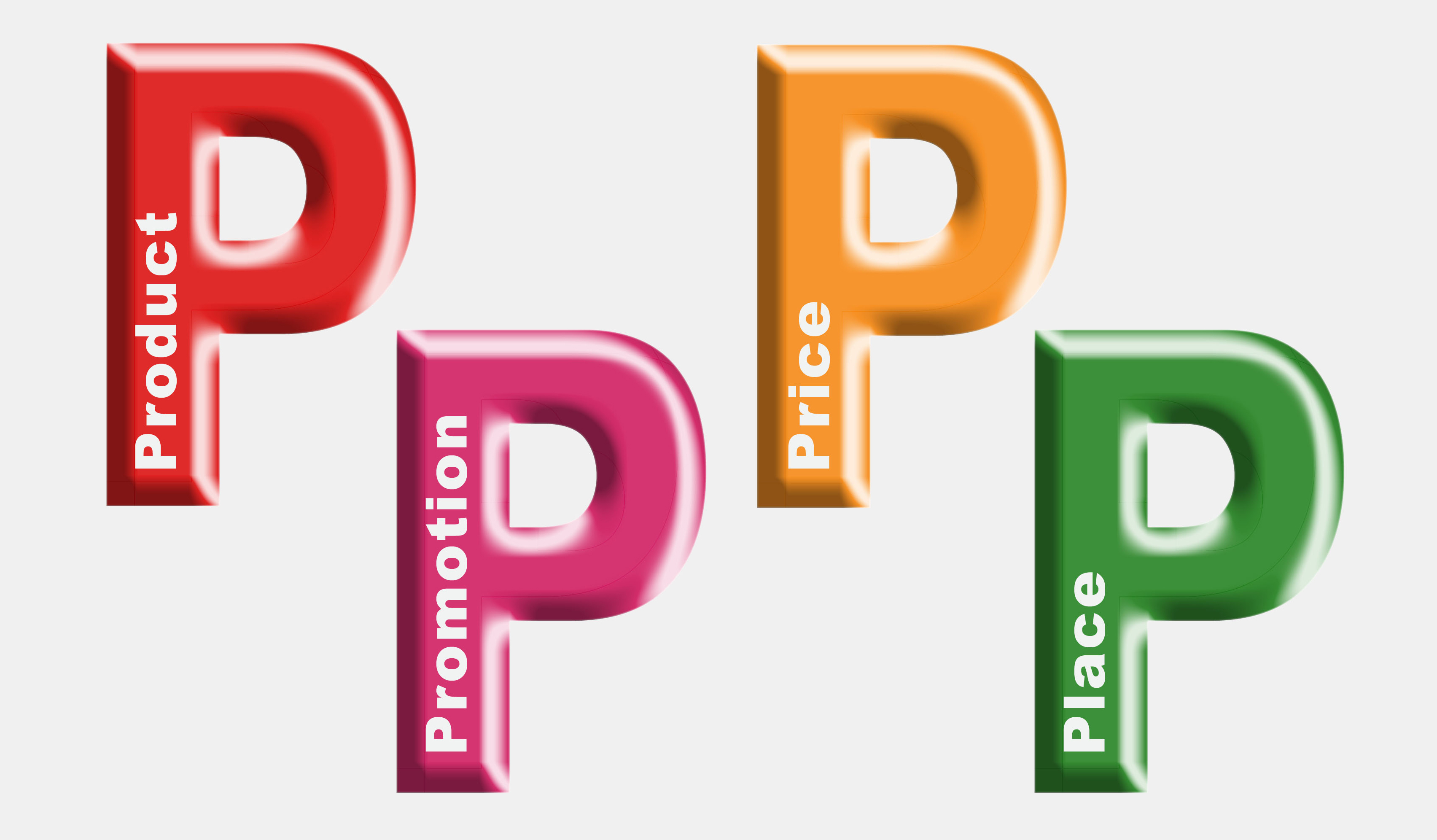
Las clásicas 4 P

Se denomina mezcla de mercadotecnia o mezcla de marketing (marketing mix) a las herramientas o variables de las que dispone el responsable de la mercadotecnia para cumplir con los objetivos de la compañía. Las estrategias de marketing deben incluirse en todo plan de marketing para lograr influir y cautivar al cliente. El concepto mezcla de mercadotecnia fue creado en 1950 por Neil Borden y luego se simplificó a las 4P's en 1960 por E. Jerome McCarthy.
Las 4P del marketing son los cuatro pilares fundamentales de cualquier estrategia de marketing, a saber: Producto, Precio, Posición y Promoción. Con los años se añadieron otras 3: Personas, Procesos y Presencia física, para llegar a las 7P. 

## Origen
El concepto «mezcla de mercadotecnia» fue desarrollado en 1950 por Neil Borden, quien listó 12 elementos con las tareas y preocupaciones comunes del responsable del mercadeo. Esta lista original fue simplificada a los cuatro elementos clásicos, o "Cuatro P": Producto, Precio, Plaza y Promoción, por McCarthy. El concepto y la simplicidad del mismo cautivaron a profesores y ejecutivos rápidamente.
En 1984 el AMA (Asociación Americana de Marketing) lo consagró en su definición de mercadotecnia: «Proceso de planificación y ejecución del concepto precio, promoción y distribución de ideas, bienes y servicios para crear intercambios que satisfagan los objetivos del individuo y la organización».

## Gestión de la mezcla de mercadotecnia
Para que la mezcla de mercadotecnia sea eficiente y eficaz, debe tener coherencia, tanto entre sus elementos como con el segmento o segmentos de mercado (ver segmentación de mercado) que se quieren conquistar (el mercado objetivo de la compañía). Es por esto que en la mayoría de los casos la estrategia de marketing o mercadotecnia está por encima de la mezcla de mercadotecnia (ya que esta depende de la estrategia). En otras palabras: las decisiones de producto, precio, distribución y promoción van a depender esencialmente de la estrategia de marketing y no son un fin en sí, sino un medio. Todas las decisiones deben ir orientadas al público objetivo definido en la estrategia de marketing.

## Elementos de la mezcla de mercadotecnia

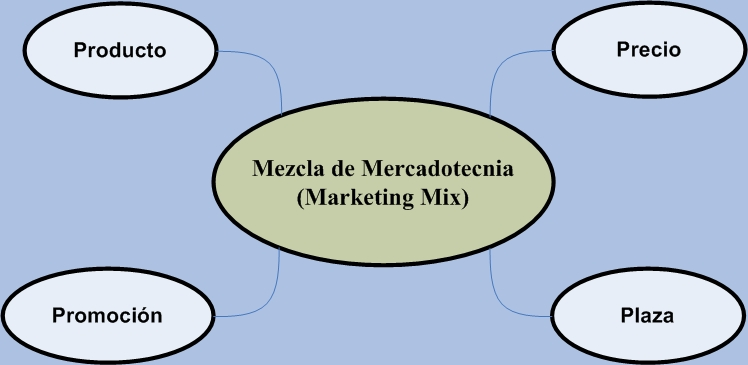
Relación de las Cuatro P

Los elementos de la mezcla original son:

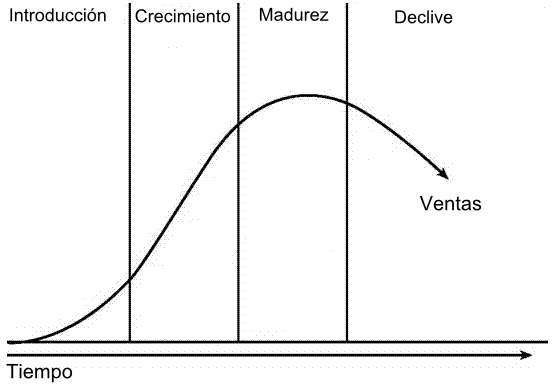
Esquema del ciclo de vida del producto.

- Producto o servicio: La primera P es para Producto porque toda empresa necesita un producto para vender.[5] En mercadotecnia, un producto es todo aquello (tangible o intangible) que se ofrece a un mercado para su adquisición, uso o consumo y que puede satisfacer una necesidad o un deseo. Puede llamarse producto a objetos materiales o bienes, servicios, personas, lugares, organizaciones o ideas. Las decisiones respecto a este punto incluyen la formulación y presentación del producto, el desarrollo específico de marca, y las características del empaque, etiquetado y envase, entre otras. Cabe decir que el producto tiene un ciclo de vida (duración en el tiempo y su evolución) que cambia según la respuesta del consumidor y de la competencia y que se dibuja en forma de curva en el gráfico. Las fases del ciclo de vida de un producto son:

1. Lanzamiento
2. Crecimiento
3. Madurez
4. Declive

- Precio: Es principalmente el monto monetario de intercambio asociado a la transacción (aunque también se paga con tiempo o esfuerzo). Sin embargo, incluye: forma de pago (efectivo, cheque, tarjeta, etc.), crédito (directo, con documento, plazo, etc.), descuentos pronto pago, volumen, recargos, etc. Este, a su vez, es el que se plantea por medio de una investigación de mercados previa, la cual, definirá el precio que se le asignará al entrar al mercado. Hay que destacar que el precio es el único elemento de la mezcla de mercadotecnia que proporciona ingresos, pues los otros componentes únicamente producen costos. Por otro lado, se debe saber que el precio va íntimamente ligado a la sensación de calidad del producto (así como su exclusividad).

- Plaza o Distribución: En este caso se define como dónde comercializar el producto o el servicio que se le ofrece (elemento imprescindible para que el producto sea accesible para el consumidor). Considera el manejo efectivo del canal de distribución, debiendo lograrse que el producto llegue al lugar adecuado, en el momento adecuado y en las condiciones adecuadas. Inicialmente, dependía de los fabricantes y ahora depende de ella misma.

- Promoción: Es comunicar, informar y persuadir al cliente y otros interesados sobre la empresa, sus productos, y ofertas, para el logro de los objetivos organizacionales (cómo es la empresa=comunicación activa; cómo se percibe la empresa=comunicación pasiva). La mezcla de promoción está constituida por Promoción de ventas, Fuerza de venta o Venta personal, Publicidad, Relaciones Públicas, y Comunicación Interactiva (marketing directo por mailing, catálogos, webs, telemarketing, etc.).

La mezcla original demostró ser insuficiente con el desarrollo de la industria de los servicios y sectores sociales[cita requerida], es así como se le agregan cinco elementos adicionales:
- Personal: El personal es importante en todas las organizaciones, pero es especialmente significativo en aquellas circunstancias en que, no existiendo las evidencias de los productos tangibles, el cliente se forma la impresión de la empresa con base en el comportamiento y actitudes de su personal. Las personas son esenciales tanto en la producción como en la entrega de la mayoría de los servicios. El personal debe encontrarse en constante capacitación y debidamente motivada, ya que son el eje fundamental de la productividad de una compañía. Todo con el fin de que se cumplan las expectativas del cliente a la hora de brindarle un buen servicio.
- Procesos: Los procesos son todos los procedimientos, mecanismos y rutinas por medio de los cuales se crea un servicio y se entrega a un cliente, incluyendo las decisiones de política con relación a ciertos asuntos de intervención del cliente y ejercicio del criterio de los empleados. La administración de procesos es un aspecto clave en la mejora de la calidad del servicio.
- Presentación: Los clientes se forman impresiones en parte a través de evidencias físicas como edificios, accesorios, disposición, color y bienes asociados con el servicio como maletines, etiquetas, folletos, rótulos, etc. Ayuda crear el "ambiente" y la "atmósfera" en que se compra o realiza un servicio y a darle forma a las percepciones que tengan los clientes del servicio.
- Posicionamiento: Es una estrategia comercial que pretende conseguir que un producto ocupe un lugar distintivo en el mercado, relativo a la competencia y en la mente del consumidor con base en el entorno y a la experiencia vivida al adquirir un producto.
- Productividad: Es la relación entre los resultados y el tiempo utilizado para obtenerlos: cuanto menor sea el tiempo que lleve obtener el resultado deseado, más productivo es el sistema y se reducirán costos.
- Herramientas digitales: Actualmente una parte importante de la mezcla de mercadotecnia y que está en rápido crecimiento es la mercadotecnia digital. Es fundamental que se tome en cuenta los medios tecnológicos y de comunicación para tener una mercadotecnia completa y eficaz.

En igual dirección algunos autores[cita requerida] agregan otros elementos a la mezcla, pero estos no se generalizan, ni son aceptados mayoritariamente. Por ejemplo: 
- Parking (estacionamiento) en retail marketing[cita requerida]
- Partner (socio) dada la importancia de las asociaciones[cita requerida]
- Profesor[cita requerida]

## ７Cs Compass Model en elco-marketing
El Co-marketing: Marketing comensal (simbiótica) es el proceso de una compañía en la que pueden vivir tanto la corporación y una sociedad, una corporación y un consumidor, el país y otro país, el ser humano y la naturaleza. El ７C Compass Model por Koichi Shimizu es un marco de co-marketing (marketing comensal o marketing simbiótico). También el marketing de colaboración de una empresa y otra empresa, el marketing co-creador de una empresa y los consumidores están contenidos en el co-marketing.
- - ７C Compass Model
- (C1) Corporación – El núcleo del ７C Compass Model es una corporación, mientras que el núcleo de los cuatro P son los clientes, que son los objetivos de los ataques o defensas. C-O-S (Organization, Competitor, Stakeholder): (Organización, competidor, los grupos de interés) dentro de la Corporación. La empresa tiene que pensar en el cumplimiento y en la responsabilidad que es tan importante.

- - Las cuatro C del ７C Compass Model
- Un enfoque formal a esta mezcla de marketing centrada en el cliente es conocido como las Cuatro C (Commodity (artículo Cómodo), Coste, Canal, Comunicación) en las ７C Compass Model. El  modelo de las cuatro C proporciona una versión centrada en la demanda/cliente, alternativa al modelo conocido de las cuatro P al lado de la oferta (Producto, Precio, Plaza o lugar, Promoción) de la gestión de marketing.

- - Producto→  Commodity (artículo Cómodo)
  - Precio → Cost (Coste)
  - Lugar → Channel (Canal)
  - Promoción → Communication (Comunicación)

- (C2) Commodity (artículo Cómodo) -(significado original del latín: Commodus= comodidad): el producto para los consumidores o ciudadanos. Producto no.

- (C3) Coste -(significado original del latín: constare que hace sacrificios): producción, venta, coste de compra y costo social.

- (C4) Canal -(significado original es un Canal): Flujo de mercancía: canales de comercialización.

- (C5) Comunicación -(significado original del latín: Communio intercambio de sentido) : comunicación de marketing: no promover las ventas.

La brújula de los consumidores y de las circunstancias (medio ambiente) son:
- (C6) Consumidor – (la aguja de la brújula para los consumidores)

Los factores relacionados con los consumidores se pueden explicar por el primer carácter de las cuatro direcciones indicadas en el modelo de la brújula:
- - N = Needs (Necesidad)
  - W(O) = Wants (Querer)
  - S = Security (Seguridad)
  - E = Education (Educación del Consumidor)

- (C7) Las circunstancias – (aguja de brújula para las circunstancias)

Además de los consumidores, existen diversos factores ambientales externos incontrolables cercando a las empresas. En este sentido, también se puede explicar por el primer carácter del modelo de las cuatro direcciones de la brújula:
- - N = Ambiente Nacional e Internacional (Política, legal y ética)
  - W(O) = Weather (Aclimatarse)
  - S = Social and Cultural (Social y Cultural)
  - E = Economic (Económico)

El comarketing (marketing colaborativo) es una práctica comercial donde las empresas cooperan con dos canales de distribución distintos, a veces incluso con la participación en los beneficios. Frecuentemente se confunde con la promoción. El cross-marketing describe la práctica en las dos entidades individuales de las empresas intercambiando canales de comercialización para beneficio mutuo. Un nuevo producto, servicio o marca se crea aquí.